# Stojan Puc
Stojan Puc est un joueur d'échecs slovène né le 9 avril 1921 à Novo mesto et mort le 29 janvier 2004 à Kranj. Il a remporté l'olympiade d'échecs de 1950 avec l'équipe de Yougoslavie (il jouait comme échiquier de réserve) et reçu le titre de maître international la même année. La fédération internationale lui a décerné le titre de Grand maître international honoraire en 1984.

## Palmarès
Stojan Puc a été champion de Slovénie à quatre reprises (en 1954, 1958, 1965 et 1967). Son meilleur résultat dans le championnat d'échecs de Yougoslavie fut une deuxième place en 1961 et une troisième place en octobre 1947 et janvier 1951. Stojan Puc a remporté le tournoi de Vienne en 1949 (mémorial Schlechter, ex æquo avec Jan Foltys) et le tournoi de Sarajevo deux fois (en 1957 et 1960).